# Michael Gleason (musicista)
Michael Gleason (Wichita, 26 maggio 1953) è un tastierista, chitarrista e cantante statunitense noto per aver suonato nella rock band AD, e in seguito per la sua carriera solista.

## Biografia
Nato a Wichita, ha maturato il suo interesse per la musica si dalla prima giovinezza, in particolar modo al rock progressivo; si era esibito nei
iniziata la carriera di musicista a metà degli anni settanta, suonando in varie band. 
nel 1983 ebbe modo di andare in tour con i Kansas, band di cui era fan. In questa occasione divenne grande amico di Kerry Livgren, e insieme si convertirono e divennero cristiani rinati.
Nel 1983, Livgren registrò il suo secondo album solista insieme a se stesso alla chitarra e alla tastiera, Michael Gleason alla voce, tastiere e chitarra, Warren Ham al sassofono, flauto, armonica e voce, David Hope al basso e Dennis Holt alla batteria. Mentre Livgren e Hope erano ancora membri dei Kansas durante la fase di registrazione, entrambi lasciarono la band dopo un'ultima esibizione di Capodanno il 31 dicembre 1983, che fu almeno in parte il risultato delle loro nuove credenze cristiane che si sentivano incapaci di condividere in modo libero e creativo a causa della crescente tensione con gli altri membri della band e con l'etichetta discografica.
Nel 1984 fa parte del gruppo christian rock AD, fondato dallo stesso Livgren.
Gli AD pubblicarono il loro album d'esordio nel 1985, chiamato Art of the State; nonostante le recensioni favorevoli dell'album, il tour seguente non ebbe il successo previsto, cos' Warren Ham decise di abbandonare la band nel 1986.
Dopo la partenza di Ham, Gleason si occupò da solo della voce solista nel terzo album di AD, Reconstructions, che fu pubblicato nel 1987. A causa delle difficoltà finanziarie e dell'incapacità di tenere il passo con la mancanza di supporto, la band si sciolse nel 1988, e Gleason iniziò la sua attività come solista

## Discografia

### Solista
- 1986 - Voices from the Old World
- 1990 - Childen of Chioces
- 2001 - Every Road
- 2005 - Cornerstone

### Con gli AD
- 1985 - Art of the State
- 1987 - Reconstructions

## Collaborazioni
- 1992 - The Last World - Mark Lowry